# Lewe (geslacht)

Wapen van de familie Lewe

Lewe (ook: Lewe van Aduard, Lewe tot Aduard, Lewe van Middelstum, Lewe tot Asinga en Lewe van Nijenstein) is een Nederlands adellijk jonkergeslacht uit de Nederlandse provincie Groningen.

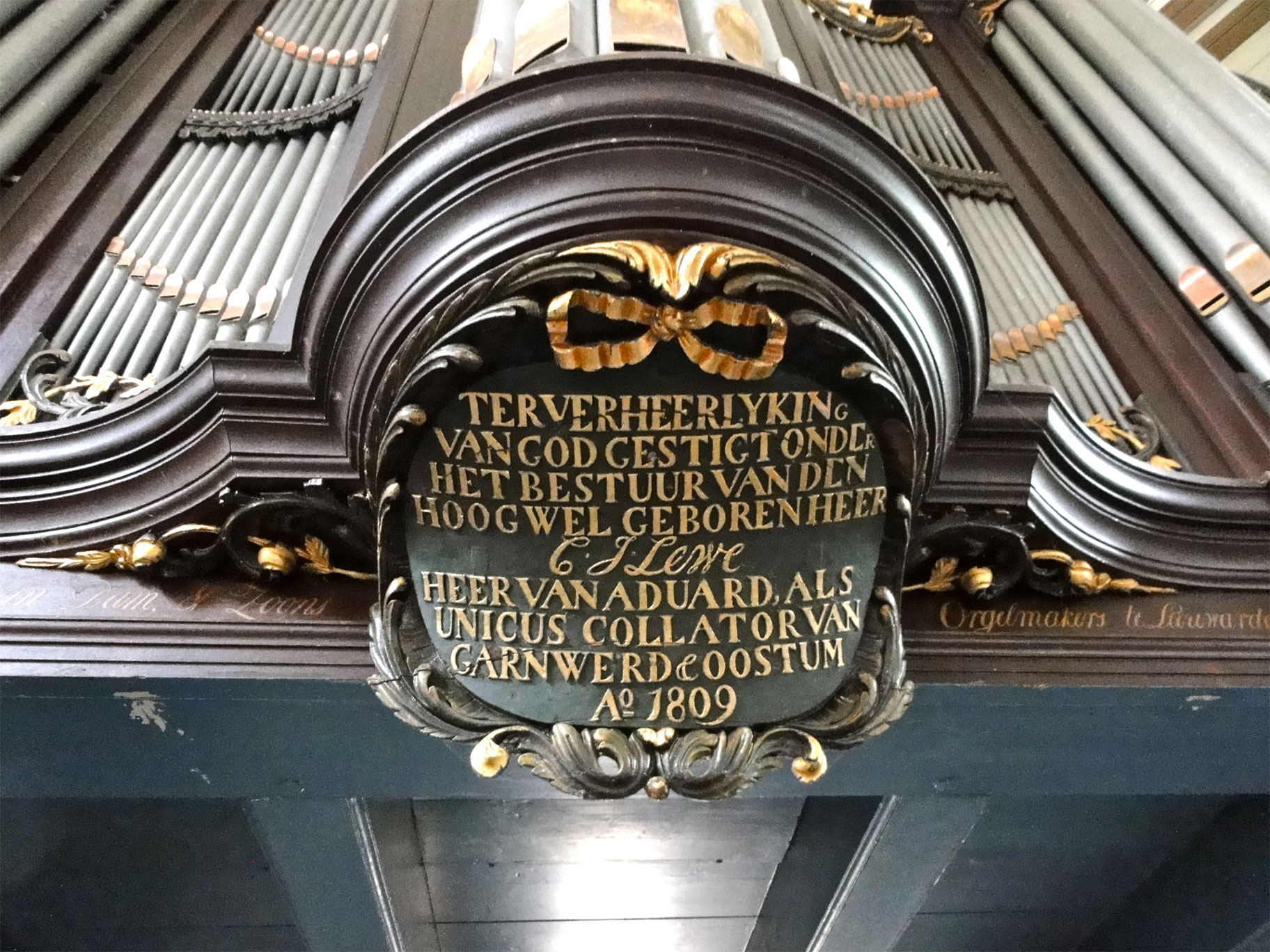
Gedenkbord uit 1809 op het kerkorgel in de Sint-Ludgerkerk (Garnwerd) als dank aan jhr. mr. C.J. Lewe, heer van Aduard (1767-1836), die als 'unicus collator' van Garnwerd en Oostum de bouw van dit orgel heeft mogelijk gemaakt.

## Geschiedenis
De bewezen stamvader van de familie is Geert Lewe die vanaf 1352 als burgemeester van Groningen wordt vermeld. In later eeuwen verspreidden de familieleden zich over de Ommelanden waar zij als hoofdelingen en jonkers op borgen van de regio woonden en aan welke enkele takken hun toenaam ontlenen.

### Nederlandse adel
Vanaf 1814 werden leden van de familie benoemd in de ridderschap van Groningen waardoor zij tot de Nederlandse adel gingen behoren; vanaf 1831 werd voor leden van de familie de titel van baron en barones erkend.

## Enkele telgen
- Evert Lewe (†1641), gecommitteerde in de Raad van State en gedeputeerde ter Staten Generaal
- Egbert Lewe van Middelstum (1743-1822), politicus
- Jan Evert Lewe van Aduard (1745-1807), officier der infanterie en vrijmetselaar
- Jan Evert Lewe van Aduard (1774-1832), schout-bij-nacht
- Carolus Justus Lewe van Aduard (1852-1917), burgemeester